# Batalla de Fortín
La batalla de Fortín va ser un enfrontament armat ocorregut el 19 d'abril de 1862 a Fortín, a l'Estat de Veracruz, Mèxic, entre tropes de l'exèrcit mexicà de la República, sota el comandament del coronel Félix Díaz Mori, i tropes franceses al servei del Segon Imperi Francés durant la Intervenció francesa a Mèxic.

## Antecedents
El 1859 els conservadors mexicans van contactar a Maximilià d'Habsburg, ja que buscaven un príncep europeu per a ocupar la corona del planejat Segon Imperi Mexicà amb el suport de França i de l'Església catòlica, ja que el govern republicà mexicà, en mans dels liberals, havia proclamat les Lleis de Reforma que afectaven llurs interessos. El 1861 Mèxic va realitzar una cessació temporal dels pagaments del seu deute al Regne Unit, Espanya, i França, i aquest tres països van decidir pressionar al govern enviant als seus exèrcits, que arribaren al port de Veracruz en gener de 1862. El president Benito Pablo Juárez García es va comprometre a realitzar els pagaments, i els exèrcits britànic i espanyol es van retirar pel tractat de la Soledad, però no pas l'exèrcit francès, ja que Napoleó III tenia altres plans amb els conservadors. El 1862 es va realitzar la Intervenció Francesa, començant al port de Veracruz cap a la ciutat de Mèxic l'abril, emprendre la campanya militar cap al centre del país.

## Batalla
El resultat va ser una victòria francesa. És el primer combat entre tropes franceses i mexicanes.

## Conseqüències
Acabada la Guerra Civil dels Estats Units, Andrew Johnson va reconèixer Benito Pablo Juárez García com a legítim president, i França hagué de retirar les tropes en saber que Prússia es preparava per atacar-la. L'emperador va concentrar les seves tropes a Querétaro, on fou assetjat pels liberals comandats per Mariano Escobedo, i les tropes de reforç de la capital foren interceptades per Porfirio Díaz, que assetjà la capital. Finalment l'emperador es lliurà.
El president entrà a la capital en 15 de maig de 1867, i l'emperador i els generals Miramón i el general Mejía foren afusellats el 21 de juny en el Cerro de las Campanas, acabant amb el Segon Imperi Mexicà.